# Bijela Stijena (utvrda)
Bijela Stijena je utvrda čije se ruševine nalaze u blizini mjesta Bijela Stijena pored Okučana.

## Smještaj
Nalazi se poviše sela Bijele Stijene, na zapadnim obroncima planine Psunja. Danas se nalazi na području koje su Srbi minirali za vrijeme Domovinskog rata.

## Povijest
U povijesnim spisima se prvi put spominje 1231. godine pod imenom Fejerkö. Izgrađena je na posjedu reda ivanovaca (hospitalaca). S obzirom na opatske naslove, pretpostavlja se da su u blizini imali i opatiju. Graditelj nije pouzdan: u znanosti postoji dvojba jesu li prvi graditelji bili ivanovački red ili obitelj Svetački.
Poslije je u 14. stoljeću pripadala obitelji Svetački koja je imala prizivak Zimpche i Zynche, pa je zbog toga i tvrđava također nosila to ime. Zabilježeno je da je utvrda u to vrijeme imala i podgrađe. Kroz to stoljeće utvrda je u vlasništvu obitelji Kaštelanovića. Svetački i Kaštelanovići su se dugo borili za posjed nad tom utvrdom, a 1453. dodijeljene su Janosu Hunyadiju. Nakon toga je pripadala Brankovićima, Berislavićima Grabarskim, Keglevićima i Banffyjima.
Tursko osvajanje je išlo postupno. Nekoliko desetljeća su Turci sustavno pustošili okolicu, a 1543. ju zauzimaju bez otpora. Nakon toga je kroz dva stoljeća bila jakim turskim vojnim uporištem. Pod kršćansku ju vlast kratko vraćaju hrvatski hajduci Marko i Mato Lapsanović, a konačni povratak pod hrvatsku krunu dolazi 1685. suradnjom hrvatske banske vojske i hajduka Franje Ilinića. 
Nakon oslobađanja, naglo gubi značaj te ju general Aenea Caprara daje srušiti već 1688. godine, a u spisima iz 1700. se već vodi kao ruševina.

## Osobine
Nadzirala je cestovnu prometnicu Okučani-Lipik. Utvrda je bila ovalna oblika. Ulaz se nalazio na jugu. Na ulazu je bila branič-kula, a osim nje, bile su još dvije.

## Vanjske poveznice
- Bijela Stijena Hrvatska enciklopedija (pristupljeno 3. ožujka 2018.)